# Ameku Takao's Detective Karte
Амеку, Лікарка-детектив (яп. 天久鷹央の推理カルテ, Ameku Takao no Suiri Karute, досл. «Таємнича медична карта Амеку Такао») — японська серія медичних детективних романів, написана Мікіто Чіненом і проілюстрована Ноїзі Іто. Видавництво Shinchosha опублікувало тринадцять томів з вересня 2014 по серпень 2022 під імпринтом Shincho Bunko nex. Історія обертається навколо лікаря, який розв'язує вбивства та медичні загадки в відділі діагностики загальної лікарні.
Адаптація в манґу проілюстрована Хірокі Охарою, публікувалася в сейнен-журналі Shinchosha Monthly Comic @ Bunch з квітня 2016 по березень 2018, а її глави були зібрані в чотирьох томах-танкобон. Нова версія серії романів того ж автора та ілюстратора почала публікуватися видавництвом Jitsugyo no Nihon Sha в жовтні 2023 під імпринтом Jitsugyo no Nihon Sha Bunko. Адаптація в аніме-серіал, вироблена студією Project No.9, вийшла в ефір у січні 2025.

## Сюжет
Доктор Такао Амеку — геніальна, але ексцентрична директорка відділу судової патології в загальній лікарні Тенікаї, яка відповідає за діагностику пацієнтів, яких не можуть діагностувати інші відділи лікарні. Однак через свою пристрасть до розв'язання загадок, Такао також втручається в таємничі смерті та вбивства, що супроводжуються численними пригодами, до яких вона постійно залучає свою помічницю Ю Таканаші.

## Персонажі
Такао Амеку (яп. 天久鷹央, Ameku Takao)
Сейю: Айане Сакура (оригінал), Джеклін Томас (англійський дубляж)
Вона є директором відділу судово-медичної патології в Загальній лікарні Тенікай і віце-головою лікарні. Її підрозділ займається діагностикою випадків, які не може діагностувати жоден інший лікар у лікарні. Вона має хист до розв'язання загадок на рівні поліцейського детектива, оскільки її робота часто пов'язана з випадками загадкових смертей чи вбивств. Вона живе в цегляному будинку на даху лікарні, який також є її офісом.
Ю Таканаші (яп. 小鳥遊優, Takanashi Yū)
Сейю: Кеншу Оно (оригінал), Джерард Кастер (англійський дубляж)
Асистент Такао в відділі судово-медичної патології, який допомагає їй у її розв'язанні загадок.
Май Коноїке (яп. 鴻ノ池舞, Kōnoike Mai)
Сейю: Манака Івамі (оригінал), Кейт Ветч (англійський дубляж)
Мазуру Амеку (яп. 天久真鶴, Ameku Mazuru)
Сейю: Nana Mizuki Нана Мізукі
Старша сестра Такао, єдина, кого вона боїться. Вона дуже роздратована лінивістю Такао і часто карає її за це. Однак, вона таємно глибоко піклується про неї і дуже гордиться її вміннями, хоча не хоче цього визнавати.
Ōваші Амеку (яп. 天久大鷲, Ameku Ōwashi)
Сейю: Фуміхіко Тачікі (оригінал), Джейсон Дуглас (англійський дубляж)
Він є директором Загальної лікарні Тенікай і дядьком Такао. Він не схвалює, що Такао виходить за межі своїх повноважень як лікар, який діагностує лише випадки, що не можуть бути діагностовані іншими.
Рюя Наруса (яп. 成瀬隆哉, Naruse Ryūya)
Сейю: Дзюнічі Сувабе
Один з детективів поліцейської станції, яким допомагають Амеку і Ю у деяких справах. Хоча він не хоче, щоб вона втручалася, він є свідком її геніальності у розв'язанні незвичних справ.
Кіміясу Сакураї (яп. 桜井公康, Sakurai Kimiyasu)
Сейю: Хіроакі Хірата
Ще один детектив з поліцейської станції, який отримує користь від здібностей Такао до розв'язання загадок. На відміну від свого партнера Рюї, він більше сприймає допомогу Такао.
Джунко Суміда (яп. 墨田淳子, Sumida Junko)
Сейю: Міюкі Саваширо
Головний лікар відділу психіатрії, яка заборонила Амеку входити до психіатричного відділення через інцидент, коли Амеку змінила ліки пацієнта, якого Джунко неправильно діагностувала

## Медіа

### Романи

#### Оригінальне видання
| №  | Дата виходу     | ISBN                   |
| -- | --------------- | ---------------------- |
| 1  | 29 вересня 2014 | ISBN 978-4-10-180010-3 |
| 2  | 2 березня 2015  | ISBN 978-4-10-180027-1 |
| 3  | 28 травня 2015  | ISBN 978-4-10-180035-6 |
| 4  | 28 серпня 2015  | ISBN 978-4-10-180044-8 |
| 5  | 28 січня 2016   | ISBN 978-4-10-180057-8 |
| 6  | 27 серпня 2016  | ISBN 978-4-10-180076-9 |
| 7  | 1 березня 2017  | ISBN 978-4-10-180090-5 |
| 8  | 28 жовтня 2017  | ISBN 978-4-10-180109-4 |
| 9  | 29 серпня 2018  | ISBN 978-4-10-180133-9 |
| 10 | 28 серпня 2019  | ISBN 978-4-10-180162-9 |
| 11 | 28 серпня 2020  | ISBN 978-4-10-180197-1 |
| 12 | 30 серпня 2021  | ISBN 978-4-10-180223-7 |
| 13 | 29 серпня 2022  | ISBN 978-4-10-180246-6 |

#### Нове видання
| №  | Дата виходу      | ISBN                   |
| -- | ---------------- | ---------------------- |
| 1  | 6 жовтня 2023    | ISBN 978-4-408-55834-9 |
| 2  | 6 жовтня 2023    | ISBN 978-4-408-55835-6 |
| 3  | 9 листопада 2023 | ISBN 978-4-408-55844-8 |
| 4  | 9 листопада 2023 | ISBN 978-4-408-55845-5 |
| 5  | 8 грудня 2023    | ISBN 978-4-408-55854-7 |
| 6  | 8 грудня 2023    | ISBN 978-4-408-55855-4 |
| 7  | 12 січня 2024    | ISBN 978-4-408-55860-8 |
| 8  | 12 січня 2024    | ISBN 978-4-408-55861-5 |
| 9  | 5 лютого 2024    | ISBN 978-4-408-55865-3 |
| 10 | 5 лютого 2024    | ISBN 978-4-408-55866-0 |
| 11 | 5 лютого 2024    | ISBN 978-4-408-55867-7 |
| 12 | 7 березня 2024   | ISBN 978-4-408-55872-1 |
| 13 | 7 березня 2024   | ISBN 978-4-408-55873-8 |
| 14 | 5 квітня 2024    | ISBN 978-4-408-55878-3 |
| 15 | 5 квітня 2024    | ISBN 978-4-408-55879-0 |
| 16 | 5 квітня 2024    | ISBN 978-4-408-55880-6 |

### Манґа
Манґа =-адаптація, проілюстрована Хірокі Охарою, публікувалася в журналі Monthly Comic @ Bunch видавництва Шінтосі з 21 квітня 2016 року по 20 березня 2018 року. Глави адаптації були зібрані в чотирьох томах-танкобон з 9 вересня 2016 року по 9 червня 2018 року.
Друга мангова адаптація, проілюстрована Ері Такенаші, під назвою Ameku Takao's Detective Karte — Sphere no Shitenshi, почала публікуватися в журналі Good! Afternoon від Коданши 6 вересня 2024 року.
| № | Дата виходу    | ISBN                   |
| - | -------------- | ---------------------- |
| 1 | 9 вересня 2016 | ISBN 978-4-10-771912-6 |
| 2 | 9 березня 2017 | ISBN 978-4-10-771960-7 |
| 3 | 9 вересня 2017 | ISBN 978-4-10-772022-1 |
| 4 | 9 червня 2018  | ISBN 978-4-10-772090-0 |

### Аніме
Адаптацію в аніме-серіал було анонсовано 3 квітня 2024 року. Вона виробляється компанією Aniplex, анімується студією Project No.9 та режисується Кадзуєм Іватою. Сценарії для серіалу пише Сатору Сугісава, дизайном персонажів займається Юка Такашіна, а музику компонує Fox Capture Plan. Прем'єра серіалу відбулася 2 січня 2025 року на Tokyo MX та інших мережах. Початковою темою є «Scope» у виконанні Aimer, а завершальною темою є «will be fine feat. Anly» у виконанні The Gospellers. Crunchyroll транслював серіал під назвою Ameku MD: Doctor Detective. Medialink ліцензувала серіал у Південно-Східній Азії.

#### Список серій
| № серії | Назва серії | Режисер(и)        | Сценарист(и)                   | Режисер(и) анімації | Оригінальна дата показу |
| --- | --- | ----------------- | ------------------------------ | ------------------- | ----------------------- |
| 1 | «Доктор Шерлок» | Масаюкі Мацумото  | Сатору Сугісава і Мікіто Чінен | Кадзуя Івата        | 2 січня 2025            |
| У Загальній лікарні Тенікай Ю Таканаші та Май Коноїке намагаються поставити діагноз двом пацієнтам: хлопчику з множинними симптомами та літньому чоловіку з болем у шлунку. Начальниця Ю, Такао Амеку, глава відділу судово-медичної патології, нетерпляче чекає на початок своїх лекцій у музеї Куруме. Ю відмовляється йти, поки не знайде діагноз, тож Такао швидко визначає причини: хлопчик отримав передозування вітаміном A через матір, а літній чоловік заразився паразитом від сирої риби. У лікарню доставляють молодого чоловіка з будмайданчика, нога якого, здається, була відкушена твариною. Він уже мертвий, але Ю помічає, що його кров посиніла. Такао одразу зацікавлюється справою, але поліція відмовляється від її допомоги, а її дядько, директор лікарні, попереджає її поводитися стримано. Такао веде Ю до детектива Сакурая, який погоджується таємно ділитися інформацією. Вона звертає увагу, що будмайданчик розташований поруч із музеєм Куруме, де зберігається єдина істота, здатна відкусити таку ногу, – скелет тиранозавра. | |                   |                                |                     |                         |
| 2 | «Синя кров і ікла дракона» Транслітерація: «Aoi Chi to Ryū no Kiba» (яп. 青い血と竜の牙)                                 | Норіхіко Нагахама | Сатору Сугісава і Мікіто Чінен | Дашійо Хацумі       | 2 січня 2025            |
| Сакурай знаходить кров Кумаде на тиранозаврі та дізнається, що той був членом банди. Його тіло виявили будівельники, які звернулися по допомогу до лікаря Хачісуки в сусідній клініці. Такао припускає, що Кумаде причетний до стрілянини в місті Неріма, і Сакурай підтверджує, що той застрелив боса якудзи та, ймовірно, став жертвою помсти, що може спричинити бандитську війну. Такао знаходить більше слідів синьої крові в музеї та розуміє, що винний Хачісука. Його затримують, коли він намагається пробратися в музей. Такао пояснює, що Кумаде був поранений у ногу при втечі від якудзи й звернувся за допомогою до Хачісуки, який випадково передозував його анестетиком, що спричинило кисневе голодування і посиніння крові. У паніці він привіз Кумаде до музею, щоб вилікувати його метиленовим синім, але той все одно помер. Щоб приховати лікування, Хачісука відтяв поранену ногу черепом тиранозавра та викинув тіло на будмайданчику. Потім він повернувся в музей, щоб знищити пляшку з ліками, на якій були його відбитки. Розлючений, він намагається напасти на Такао, але Ю його зупиняє. Такао та Ю повертаються додому, де їх вже чекає старша сестра Такао, Мазуру, щоб насварити її за нехтування роботою та нездоровий спосіб життя. | |                   |                                |                     |                         |
| 3 | «У полоні мерехтливого світла» Транслітерація: «Senkō no Naka e» (яп. 閃光の中へ)                                        | Асахі Йошімура    | Сатору Сугісава                | Акіра Нішіморі      | 9 січня 2025            |
| Після перегляду відео, яке, за чутками, вбиває людей, підліток на ім'я Мафую кидається під поїзд, але виживає. Її сестра-близнючка Манатсу розповідає психіатру Суміді про відео, але та не вірить, вважаючи, що Мафую намагалася вчинити самогубство. Такао таємно розмовляє з Мафую, яка згадує рикання тварини. Суміда виганяє Такао, адже раніше заборонила їй доступ до психіатричного відділення. Такао знаходить відео та помічає, що воно містить тривожні підсвідомі образи, але немає звуку, хоча Мафую чула рик. Згодом Манатсу потрапляє в лікарню після падіння зі сходів під час повторного перегляду відео. Дізнавшись про це, Такао розгадує таємницю: мерехтливе світло змушує сестер несвідомо робити кілька кроків уперед, а потім падати. Оскільки вони генетично ідентичні, вона діагностує у них фоточутливу епілепсію, що викликає мимовільні рухи, провали в пам’яті та галюцинації, пояснюючи рик і їхні травми. Такао направляє сестер до невролога. Суміда неохоче визнає її заслуги, і Такао розповідає Ю, що колись була її ординаторкою. Вона зрозуміла, що Суміда помилково діагностувала пацієнта, і без дозволу змінила його ліки, за що та заборонила їй вхід у відділення. Пізніше Мазуру дякує Ю за те, що він залишається з Такао, адже всі інші лікарі кидали її за кілька днів. Ю відповідає, що глибоко поважає її інтелект, який рятує життя.  | |                   |                                |                     |                         |
| 4 | «Спонтанне самозаймання» Транслітерація: «Kaen no Kyōki» (яп. 火焔の凶器)                                                | Ацудзі Танідзава  | Сатору Сугісава                | Дашійо Хацумі       | 23 січня 2025           |
| Такао запрошують на зустріч із професором Мунехару Муротою, який боїться, що на нього наклали прокляття. Він розповідає, що досліджував життя відомого онмьодзі Ендзо Асії, який нібито прокляв десятьох людей на смерть. Нещодавно команда Муроти відшукала гробницю Ендзо та розкопала його тіло. Незабаром після цього Мурота почав страждати від нападів кашлю, які не лікуються антибіотиками, а його колега професор Ікарі тяжко захворів, що змусило їх повірити у прокляття. Такао досліджує гробницю Ендзо та швидко виявляє, що вологе середовище стало розсадником грибкових спор. Вона діагностує у Муроти та Ікарі інфекцію криптококом: у Ікарі розвинувся менінгіт через імунодепресанти, а у Муроти – грибкова пневмонія через його ослаблені курінням легені. Ікарі, перебуваючи в маренні, відмовляється від лікування, тож Такао залучає Суміду, щоб примусово госпіталізувати його. Мурота поступово одужує, але стан Ікарі залишається важким. Зацікавившись Ендзо, Такао помічає, що всі його жертви загинули у вогні. Тим часом асистентка Муроти, професор Аої Куромото, раптово гине від очевидного спонтанного самозаймання у власному будинку. | |                   |                                |                     |                         |
| 5 | «Багряне прокляття чаклуна» Транслітерація: «Guren no Jujutsu-shi» (яп. 紅蓮の呪術師)                                    | Норіхіко Нагахама | Сатору Сугісава                | Дашійо Хацумі       | 30 січня 2025           |
| Сакураї не може пояснити, як тіло Аої зайнялося, не пошкодивши її будинок, тоді як Ікарі помирає в лікарні одночасно з цим. Мурота впевнений, що наступним загине він, і замикається у своєму кабінеті. На похороні Ікарі Ю стає свідком, як його тіло раптово вибухає у вогні. Сакураї з’ясовує, що у труні був закладений запалювальний пристрій, що вказує на вбивство Аої. Ю повідомляє поліції про підозрілого мотоцикліста біля похоронного бюро. Той пізніше надсилає Ю листа з попередженням, що всі, хто осквернив могилу Ендзо, загинуть. Незабаром підпалюють і машину Ю. Він знову бачить мотоцикліста, розуміє, хто це, і заманює його в пастку. Разом із Мая вони схоплюють злочинця – Ашію Юту, нащадка Ендзо та власника родового маєтку, де розташована його гробниця. Мая зауважує, що Ю подбав, аби Такао не втручалася, і підозрює, що він має до неї почуття. Юта зізнається у підпалі машини Ю, але заперечує причетність до смертей Ікарі та Аої, покладаючи провину на прокляття. Раптово до лікарні у важкому стані привозять Муроту. Ю помічає дивний висип на його грудях, після чого Мурота раптово загоряється. | |                   |                                |                     |                         |
| 6 | «Фінал палаючого вогню» Транслітерація: «Honō no Shūmaku» (яп. 炎の終幕)                                                 | Айя Кавамура      | Сатору Сугісава                | Дашійо Хацумі       | 6 лютого 2025           |
| Такао досліджує зразок крові Муроти, що підтверджує її підозри. Вона і Ю застають його асистента Каґаю, коли той намагається спалити склад із доказами. Такао пояснює, що причиною загорянь був білий фосфор – токсична речовина, яка легко самозаймається за температури 50°C. У сейфі Муроти були старі сірники з фосфором, заборонені урядом. Смерть Аої була нещасним випадком – вона несвідомо носила сірники в кишені. Однак Муроту вбив Каґая. Він зізнається, що підмінив його сірники та заклав бомбу в труну Ікарі, щоб підтримати ілюзію прокляття. Такао звинувачує його у брехні, стверджуючи, що справжній винуватець – дочка Муроти, Харука, яка мала мотив убити батька. Медичні записи показують численні сліди домашнього насильства в неї та її матері. Харука зізнається, що спершу підмінила сірники, а коли вони не зайнялися, почала додавати фосфор у їжу батька, що спричинило його висип. Розуміючи, що її викрито, Харука підпалює склад, намагаючись згоріти, але разом із нею там опиняється і Ю. Такао рятує їх, прорвавшись крізь вогонь на мотоциклі Маї. Каґаю заарештовують за підпал, а Харуку за вбивство, хоча Такао сподівається, що через обставини їй пом’якшать вирок. Тим часом Мазуру отримує документи від пацієнтів, які збираються судитися з Такао за лікарську недбалість.                                                              | |                   |                                |                     |                         |
| 7 | «Призначена отрута» Транслітерація: «Ōdāmeido no Dokuyaku» (яп. オーダーメイドの毒薬)                                    | Асахі Йошімура    | Сатору Сугісава                | Дзюн'ічі Саката     | 20 лютого 2025          |
| Момока, мати Судзухари Соїчіро, звинувачує Такао в помилковому діагнозі, оскільки хлопчик все ще хворий. Через судовий позов її дядько вирішує закрити відділ патологічних розслідувань. Лікарі підозрюють передозування, бо деякі симптоми зникли, але хлопчик продовжує періодично тяжко хворіти. Такао підозрює, що отрута міститься в соку, який дає Момока, але аналізи нічого не показують. Завдяки підказці Маї вона розуміє, що Соїчіро не подобається сік через гіркий смак. Вона доводить раді лікарів, що його солодкий сік насправді замінено грейпфрутовим, який впливає на карбамазепін — препарат для лікування епілепсії. Це викликало періодичні передозування. Соки підробили, вводячи грейпфрутовий сік через шприц. Такао звинувачує Момоку в отруєнні сина через синдром Мюнхгаузена, коли батьки навмисно роблять дітей хворими, щоб викликати співчуття. Після діагностики передозування вітаміну A її план провалився, тож вона подала позов як помсту. Момоку заарештовують за насильство над дитиною, а відділ розслідувань знову відкривають. Під час святкування з Ю і Маєю Такао отримує повідомлення про пацієнта на ім’я Мікі Кента, якому діагностували лейкемію, що її сильно засмучує. | |                   |                                |                     |                         |
| 8 | «Ніч, коли танцювали ангели [Частина 1]» Транслітерація: «Tenshi no Mai Oriru Yoru Zenpen» (яп. 天使の舞い降りる夜 前編) | Ацудзі Танідзава  | Юко Какіхара                   | Дзюн'ічі Саката     | 27 лютого 2025          |
| Доктор Кумакава повідомляє Такао, що троє хлопців із палати 703—Секіхара, Сакута й Фуюмото—загадково захворіли перед випискою. Очевидці бачили ангела біля їхньої палати. Такао, все ще засмучена через Мікі, неохоче береться за справу. Май розповідає, що хлопці—хулігани, яких ненавидять пацієнти й персонал, тому симптоми можуть бути викликані чиїмось втручанням. Лікар Ямада каже, що Фуюмото скоро випишуть. Такао відвідує сусідню палату 702, де теж бачили ангела—це палата Мікі, 8-річного хлопчика з термінальною лейкемією. Він радий бачити її, але Такао, засмучена, тікає. Мікі показує Ю та Маї улюблену книгу з малюнком ангела. Його мати ненавидить хлопців із 703, бо вони знущаються з Мікі та знищили його книгу, змусивши купити нову. Кумакава пояснює, що Такао діагностувала Мікі лейкемію в шість років і зблизилася з ним, коли хворобу вилікували. Проте рак повернувся і тепер невиліковний. Вона розповідає Ю, що Мікі стане наймолодшим пацієнтом, якого вона втратить, і звинувачує себе в тому, що не змогла його врятувати. Ю намагається переконати її, що не всіх можна врятувати, але вона не слухає. Він підозрює, що вона вже розгадала таємницю палати 703 й ангела, але вона мовчить. Мікі знову бачить ангела у своїй палаті, а за кілька секунд у Фуюмото стається серцевий напад, і Май кидається робити серцево-легеневу реанімацію. | |                   |                                |                     |                         |
| 9 | «Ніч, коли танцювали ангели [Частина 2]» Транслітерація: «Tenshi no Mai Oriru Yoru Kōhen» (яп. 天使の舞い降りる夜 後編)  | Томоя Такашіма    | Юко Какіхара                   | Дзюн'ічі Саката     | 6 березня 2025          |
| Фуюмото оговтується після серцевого нападу, але лікарі не розуміють його причини. Такао розгадує, хто винен у хворобах хлопців та появі ангела. Не пояснюючи, вона оголошує, що їх виписують. Незабаром Фуюмото ловлять на крадіжці аденозинтрифосфату—препарату, що викликає напади астми, блювоту та серцеві напади, доводячи, що хлопці навмисне хворіли. Вони зізнаються, що підробили ангела, підсвітивши його зображення з Мікіної книги ліхтариком. Такао пояснює, що, дізнавшись про смертельну хворобу Мікі, хлопці відчули провину за знущання і хотіли переконати його, що ангел чекає на нього в раю. Вони вибачаються перед його матір’ю, після чого їх відправляють додому. Стан Мікі різко погіршується, і він просить побачити Такао. Вона спершу не може змусити себе піти, але зрештою читає йому історію про ангела ще раз. Мікі помирає, не дочитавши кінець. Такао ненавидить себе за те, що не змогла зробити більше, але Ю нагадує, що лікар має знати свої межі, зокрема коли він безсилий. Такао плаче всю ніч, але зранку повертається до роботи як завжди. Ю помічає, що вона залишила у своєму кабінеті улюблену кепку Мікі як пам’ять. | |                   |                                |                     |                         |
| 10 | «Тонути в сухій кімнаті [Частина 1]» Транслітерація: «Misshitsu de Oboreru Otoko Zenpen» (яп. 密室で溺れる男 前編)       | Буде визначено    | Буде визначено                 | Буде оголошено      | 13 березня 2025         |
| 11 | Буде оголошено | Буде визначено    | Буде визначено                 | Буде оголошено      | 20 березня 2025         |
| 12 | Буде оголошено | Буде визначено    | Буде визначено                 | Буде оголошено      | 27 березня 2025         |

## Сприйняття
До лютого 2024 року серія налічувала понад 3 мільйони примірників в обігу.